# Nils Zatl
Nils Zatl (* 3. April 1992) ist ein österreichischer Fußballspieler.

## Karriere
Zatl begann seine Karriere beim FC Pasching. Im Jänner 2010 wechselte er zum Landesligisten ATSV Sattledt. Nach zwei Jahren in der Landesliga schloss er sich im Jänner 2012 dem Regionalligisten FC Wels an. Mit den Welsern musste er zum Ende der Saison 2011/12 jedoch in die Landesliga absteigen. Im Jänner 2013 wechselte er wieder in die Regionalliga, diesmal zur Union St. Florian. Nachdem er in seiner ersten Saison 2012/13 in zwölf Spielen zwei Mal getroffen hatte, konnte er in der Saison 2013/14 in 29 Spielen in der Regionalliga für St. Florian zehn Mal einnetzen und war somit bester Torschütze seiner Mannschaft.
Im Sommer 2014 wechselte er zum SC Ritzing. Für die Burgenländer konnte er in seiner ersten Saison in 24 Regionalligaspielen neun Treffer erzielen. Die erste Saisonhälfte 2015/16 musste er aufgrund eines Kreuzbandrisses pausieren. In der Winterpause 2015/16 wechselte er zum Ligakonkurrenten SV Horn. Mit den Horner konnte er zu Saisonende in den Profifußball aufsteigen. Nach dem Aufstieg debütierte Zatl am ersten Spieltag der Saison 2016/17 gegen den FC Liefering in der zweiten Liga.
Nach dem Abstieg aus der zweiten Liga wechselte er im Juli 2017 nach Zypern zum Erstligisten Doxa Katokopia. Nach der Saison 2018/19 verließ er Doxa Katokopia. Nach einem halben Jahr ohne Verein wechselte er im Februar 2020 nach Kasachstan zum FK Taras. Im August 2020 löste er seinen Vertrag bei Taras auf. Daraufhin kehrte er zur Saison 2020/21 nach Österreich zurück und wechselte zum Zweitligisten Floridsdorfer AC. Für die Wiener kam er in der Saison 2020/21 zu insgesamt 14 Zweitligaeinsätzen, in denen er drei Tore erzielte. Die Rückrunde verpasste er nahezu komplett, nachdem er sich im Frühjahrsauftakt gegen den Grazer AK schwer am Kreuzband verletzt hatte. Nach der Saison 2020/21 verließ er den Verein wieder.
Nach einem halben Jahr ohne Klub wechselte Zatl im Jänner 2022 zum Regionalligisten First Vienna FC. Bis zum Ende der Saison 2021/22 kam er zu 13 Regionalligaeinsätzen, in denen er siebenmal traf. Zu Saisonende stieg er mit den Wienern in die 2. Liga auf. In der 2. Liga kam er in der Saison 2022/23 zu 13 Einsätzen für die Wiener. Nachdem er in der Saison 2023/24 nur noch für die Amateure gespielt hatte, wurde sein Vertrag im Jänner 2024 aufgelöst. Nach einem Jahr ohne Verein schloss er sich im Februar 2025 Regionalligist SC Wiener Viktoria an.